# Physics Today
Physics Today  is een internationaal, aan collegiale toetsing onderworpen wetenschappelijk tijdschrift op het gebied van de natuurkunde.
De naam wordt in literatuurverwijzingen meestal afgekort tot Phys. Today.
Het wordt uitgegeven door IOP Publishing namens het American Institute of Physics en verschijnt 12 keer per jaar.
Het eerste nummer verscheen in 1948.